# 巴勃罗·蒙特斯
巴勃罗·蒙特斯·卡萨诺瓦（西班牙語：Pablo Montes Casanova，1945年11月23日—2008年10月26日），古巴男子田径运动员。他曾代表古巴参加1968年和1972年夏季奥林匹克运动会田径比赛，其中1968年奥运会获得一枚银牌。